# Ерёмин, Григорий Егорович
Григорий Егорович Ерёмин (3 марта 1909 — 6 апреля 1981) — передовик советской оборонной промышленности, слесарь-сборщик завода № 88 Государственного комитета Совета Министров СССР по оборонной технике, Московской области, Герой Социалистического Труда (1961).

## Биография
Родился 3 марта 1909 года в Рязанской губернии. В 1926 году окончил неполную среднюю школу. С 1938 по 1947 годы работал на заводах №8 и №88 Наркомата вооружения СССР. С 1947 года — строгальщик, слесарь-сборщик завода №88 Министерства вооружения СССР в посёлке Подлипки, ныне город Королёв Московской области. За участие в обеспечении полёта первого искусственного спутника Земли награждён орденом Трудового Красного Знамени.
За выдающиеся заслуги в создании образцов ракетной техники и обеспечении успешного полёта человека в космическое пространство Указом Президиума Верховного Совета СССР от 17 июня 1961 года под грифом "совершенно секретно" Григорию Егоровичу Ерёмину было присвоено звание Героя Социалистического Труда с вручением ордена Ленина и золотой медали «Серп и Молот».
В дальнейшем продолжал трудовую деятельность слесарем-сборщиком №88, который в 1966 году вошёл в Конструкторское бюро Экспериментального Машиностроения Министерства общего машиностроения СССР. С 1973 года находился на пенсии.
Проживал в Королёве Московской области. Умер 6 апреля 1981 года. Похоронен на Невзоровском кладбище в Пушкинском районе Московской области.

## Награды
За трудовые успехи удостоен:
- золотая звезда «Серп и Молот» (17.06.1961),
- орден Ленина (17.06.1961),
- Орден Трудового Красного Знамени (21.12.1957),
- другие медали.